# Anders Eriksson Hästehufvud
Anders Eriksson, seit 1615 Hästehufvud (deutsch Pferdekopf; * 14. September 1577 in Bolstad, Dalsland; † 5. Mai 1657 in Stockholm) war ein schwedischer Vizeadmiral und Staatsmann.

## Leben

### Herkunft und Familie
Anders war der Sohn des Pastors in Bolstad Ericus Olai (1537–1627) und der Gertrud Rasmusdotter (1545–1635). Er wurde 1615 in den schwedischen Adelsstand erhoben und 1627 bei der Adelsklasse der schwedischen Ritterschaft introduziert (Nr. 132). Er vermählte sich 1608 mit Anna Ållonsköld († 1641) und ging 1642 eine zweite Ehe mit Brita Kafle († 1663) ein. Sein einziges Kind war die Tochter Kristina (1614–1629), die 1628 Johan Lilliehöök (1598–1642) heiratete. Sowohl er, als auch seine beiden Ehefrauen und die Tochter sind im Dom zu Skara bestattet.

### Werdegang
Eriksson trat 1600 in den Dienst von Feldoberst und Reichsmarschall Anders Lennartsson († 1605) und wurde 1602 Referendar in der Kanzlei Karls IX. Hier wurde er mit verschiedenen zivilen Aufgaben betraut. Bei Ausbruch des Kalmarkrieges im Jahr 1611 trat er in die Armee ein, kämpfte erfolgreich unter Jesper Matsson Krus und avancierte 1612 zum Rittmeister Västgöta-Kavallerie. Im Ingermanländischen Krieg nahm er an der Belagerung von Nowgorod teil und wurde 1615 von Gustav II. Adolf zum Kommandeur in Narwa ernannt. Ebenfalls noch in 1615 wurde Hästehufvud Gouverneur von Iwangorod. 1617 wurde er in gleicher Funktion in Jama und 1621 in Mitau eingesetzt. Dann wurde er 1622 zum Generalgouverneur von Narva, Ivangorod, Jama, Koporie und Nöteborg, schließlich zum Gouverneur von Ingermanland ernannt. Im Jahr 1626 wurde er Vizeadmiral über einen Teil der schwedischen Flotte. Er war dann 1627 Gouverneur und Kommandeur im Ermland, insbesondere über die Städte in Braunsberg, Melsach, Wormdit, Heilsberg, schließlich auch zu Marienborg. Von 1628 bis 1630 war er stellvertretender und dann bis 1644 Gouverneur in Riga. 1645 wurde er Gouverneur von Ösel und Arensburg mit den bis dahin dänischen Inseln. Hästehufvud der zeitweise auch Neuhausen in Livland besessen hat, erhielt 1648 seinen Abschied und zog sich auf seine Güter Ranåker, Herlingstorp und Sjöberg in Skaraborgs län zurück, war aber 1655 noch mal Mitglied des Reduktionskollegs.